# L'Enfant élu
Ne doit pas être confondu avec L'Enfant élu (film).
L'Enfant élu est un roman écrit par Ernst Wiechert, publié en 1929.

## Historique
L'Enfant élu est un roman d'apprentissage écrit par Ernst Wiechert, publié en 1929 à Berlin et traduit en polonais.

## Résumé
Le titre original de ce roman, La Petite Passion, résume bien le chemin de croix de Jean, le fils de Gina Karsten qui a épousé Albert Zerrgiebel, un homme indigne d'elle. Il va faire son éducation dans la nature avec son grand-père Dietrich, le garde-chasse, le berger ou le pêcheur qui l'a surnommé « l'enfant élu ». D'autres épreuves l'attendent lorsqu'il doit fréquenter l'école. Après le baccalauréat couronné de succès, Jean Karsten ne veut devenir ni poète ni paysan (comme le lecteur pourrait peut-être l'espérer), mais il étudiera le droit pour veiller à ce que la justice et la grandeur fussent instaurées sur cette terre.

On retrouvera les personnages de ce roman dans La Grande Permission, une chronique de la Première Guerre mondiale.

## Éditions en allemand
- Die kleine Passion. Geschichte eines Kindes, Deutscher Bücherbund, 1929.
- Die kleine Passion. Roman., Welt im Buch, 1954 (Lizenzgeber: Verlag Kurt Desch, München).

## Traductions en français
- L'Enfant élu, traduit par Clara Malraux chez Calmann-Lévy, 1960.
- L'Enfant élu, traduction de Clara Malraux chez Calmann-Lévy, coll. « Le Livre de poche », 1966.